# ミルククレート・チャレンジ

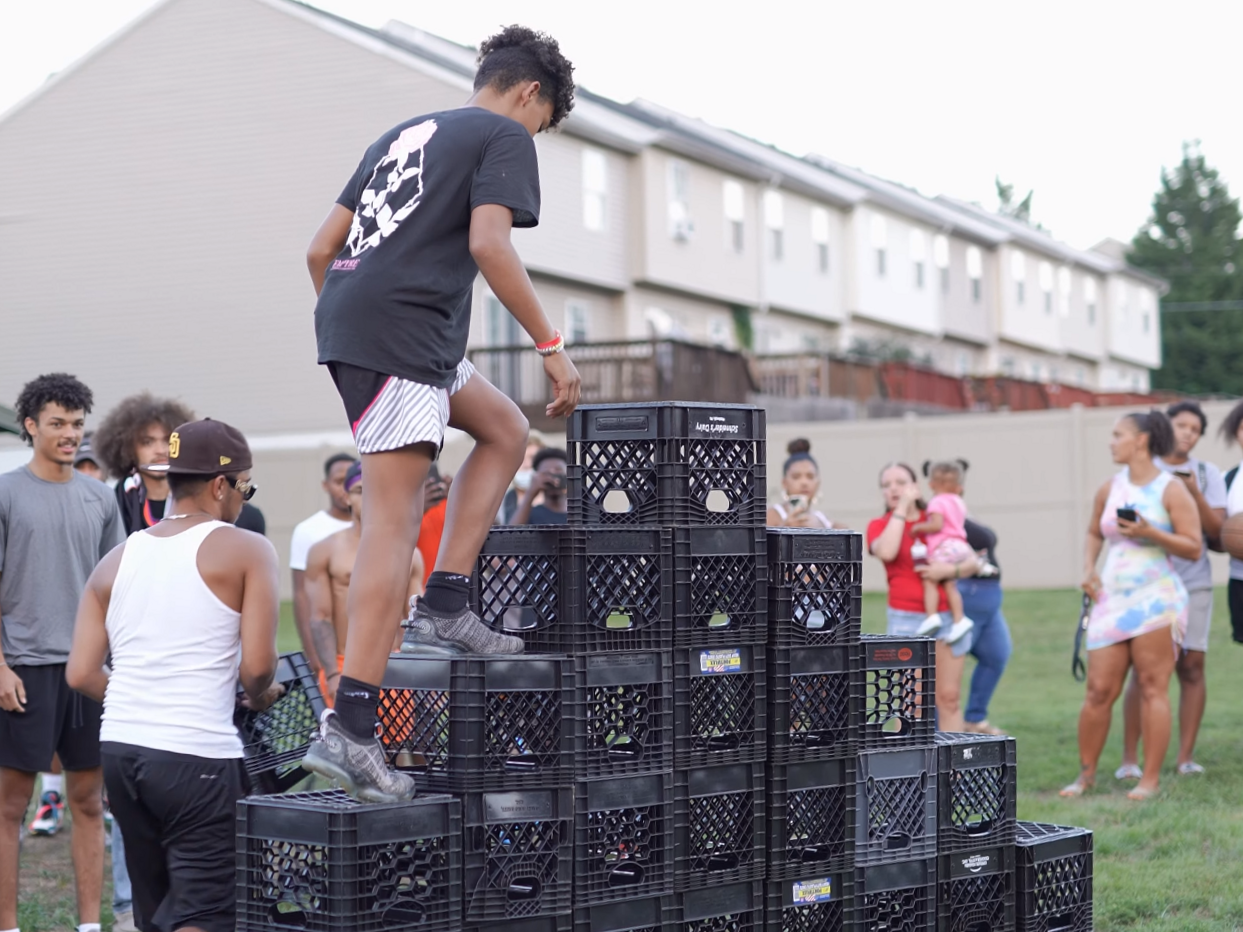
ミルククレート・チャレンジを行う男性

ミルククレート・チャレンジ（英語: Milk crate challenge）は、ビデオチャレンジの一つ。ピラミッド状に積まれたミルククレートの片側から上り、もう片側に降りるという内容で、2021年8月ごろに流行した。このチャレンジは怪我のリスクが高いとして、医療従事者からの警告を受けている。特に流行したTikTokでは、「危険行為の助長・美化するコンテンツ」にあたるとして、このチャレンジの結果を削除した。

## 事故
積み上げられたミルククレートは不安定であるために、転倒して時に重傷を負うことがある。実際にあった事例では、肩関節脱臼、回旋筋腱板、前十字靭帯、半月板、脊髄の損傷、手首骨折などが挙げられる。

## 影響
一部の医療従事者は、積まれたミルククレートが不安定であるために怪我のリスクが高いとして、このチャレンジを行うことに警告を出した。2021年8月15日、TikTokではハッシュタグ「#MilkCrateChallenges」がついた動画を一斉に削除し、このタグで検索された場合はコミュニティガイドラインのページにリダイレクトするようにした。また、一部の医療従事者は、このチャレンジで負った怪我によって緊急治療室やベッドの数を圧迫し、当時世界中で流行していた新型コロナウイルス感染症のデルタ株の治療が遅れるとも指摘している。